# 330856 Ernsthelene
330856 Ernsthelene è un asteroide della fascia principale. Scoperto nel 2009, presenta un'orbita caratterizzata da un semiasse maggiore pari a 2,4307862 UA e da un'eccentricità di 0,1594055, inclinata di 6,24988° rispetto all'eclittica.